# Palazzo Marcello Toderini
Palazzo Marcello Toderini è un palazzo di Venezia, ubicato nel sestiere di Santa Croce, affacciato sul lato destro del Canal Grande, situato di fronte all'imbocco del canale di Cannaregio.